# 74. sydlige breddekreds
Den 74. sydlige breddekreds (eller 74 grader sydlig bredde) er en breddekreds, der ligger 74 grader syd for ækvator. Den løber gennem Sydlige Ishav og Antarktis.